# Никулино (Юдинский сельсовет)
Никулино — деревня в Великоустюгском районе Вологодской области.
Входит в состав Юдинского сельского поселения, с точки зрения административно-территориального деления — в Юдинский сельсовет.
Расстояние по автодороге до районного центра Великого Устюга — 2,9 км, до центра муниципального образования Юдино — 4 км. Ближайшие населённые пункты — Юдино, Аксеново, Петровская, Коробово, Галкино, Сереброво, Шатрово, Стрига, Пазухи, Сотниково.
По переписи 2002 года население — 18 человек.